# Revue des Études Arméniennes
Revue des Études Arméniennes en una publicación académica, revisada por pares, que publica artículos relacionados con los estudios clásicos y medievales, de la historia de Armenia, su historia de arte, filología, lingüística, y literatura. La Revue nació en 1920 por iniciativa de los estudiosos franceses Frédéric Macler y Antoine Meillet. Meillet escribió muchos de los artículos durante los años formativos de la revista (1920-1933), que cubría la historia armenia, gramática, y folclore.. La Revue no fue publicada de 1934 a 1963.
En 1964, gracias a los esfuerzos del estudioso armenio Haïg Berbérian (1887-1978), la revista revivió. Berbérian fue capaz de asegurar el respaldo financiero de la Fundación Calouste Gulbenkian para la publicación de la revista, y el primer volumen de la "Nouvelle série" apareció en 1964.  Diferente durante las primeras series, aun así, la publicación de artículos sobre el periodo moderno de la historia de Armenia estuvo abandonada, y la revista limitó su alcance al periodo moderno temprano (esto es, hasta aproximadamente el siglo XVIII).
Hasta 1933, los artículos se publicaban en francés, pero cuándo la publicación resumió los artículos también se publicaron en inglés y alemán. La revista utiliza el sistema Hübschmann-Meillet-Benveniste en la transcripción de las palabras armenias a caracteres latinos. Además de artículos eruditos, también publica reseñas de libros.
Los primeros editores de la revista eran Jacques Benveniste (nominallmente, 1964-1975, cuando Berbérian era responsable de la edición durante esos años), Georges Dumézil (1975-1980), y Sirarpie Der-Nersessian (1981-1989). Su editor actual es Aram  Mardirossian. 